# Маныч (разъезд)
Маныч — остановочный пункт Северо-Кавказской железной дороги, расположен в поселке Манычстрой Сальского района Ростовской области.
Остановочный пункт расположен на двухпутном перегоне Пролетарская — Шаблиевская электрифицированной железнодорожной магистрали Сальск — Волгоград I. Через реку Маныч проложен двухпутный железнодорожный мост.
Остановочный пункт Маныч входит в структуру Ростовского региона Северо-Кавказской железной дороги ОАО РЖД.
На остановочном пункте Маныч имеют остановки пригородные поезда, следующие до станций Сальск, Ростов-Главный, Куберле и Волгодонская, а также на промежуточные остановочные пункты по маршрутам следования этих поездов.